# Deizisau
Deizisau – miejscowość i gmina w Niemczech, w kraju związkowym Badenia-Wirtembergia, w rejencji Stuttgart, w regionie Stuttgart, w powiecie Esslingen, wchodzi w skład związku gmin Plochingen. Leży nad Neckarem, ok. 5 km na wschód od centrum Esslingen am Neckar, przy drodze krajowej B10.

## Demografia
- 1618: 150
- 1648: 30
- 1945: 1 200
- 2005: 6 552

## Współpraca
Miejscowość partnerska:
- Neukieritzsch, Saksonia